# کریستین مرین
کریستین مرین (فرانسوی: Christian Marin‎; ۸ فوریهٔ ۱۹۲۹ – ۵ سپتامبر ۲۰۱۲) بازیگر سینما و تلویزیون اهل فرانسه بود.
از فیلم‌ها یا برنامه‌های تلویزیونی که وی در آن نقش داشته‌است می‌توان به ژاندارم در نیویورک، ژاندارم سن-تروپه، ازدواج ژاندارم، دسته ژاندارم‌ها، حادثه‌ای در ترن، و حرف زدن مرد مرده اشاره کرد.